# Edison Flores
Edison Michael Flores Peralta (Lima, 1994. május 14. –) perui válogatott labdarúgó, az Universitario középpályása kölcsönben a Club Atlas csapatától.

## Pályafutása

### Klubcsapatban

#### Universitario de Deportes
Flores 2011. július 31-én mutatkozott be tétmérkőzésen nevelőklubjában, a perui Universitario csapatában a 2011-es bajnokságban a Juan Aurich elleni bajnokin, 17 éves korában. Andy Polo helyére állt be csereként a találkozó 64. percében. A bajnokság 23. fordulójában pályára lépett a Perui Clásico néven emlegetett Alianza Lima elleni találkozón is szeptember 24-én a Monumentalban. Ekkor a Lima vezette a bajnoki táblázatot, Flores a 68. percben Miguel Ángel Torres cseréjeként állt be és a 92. percben győztes gólpasszt adott Martín Morelnek. A rangadót a Universitario nyerte 2-1-re.

#### Villarreal
2012. augusztus 31-én Florest szerződtette a spanyol Villarreal, de ott csak a tartalékcsapatban kapott lehetőséget, majd 2014 nyarán visszaigazolt hazájába, az Universitarióhoz.

#### Aalborg
2016. augusztus 11-én a dán Aalborg igazolta le. Flores négy évre írt alá, annak ellenére, hogy belga, holland és spanyol csapatok is érdeklődtek utána.

### A válogatottban
A perui válogatottban 2013-ban mutatkozott be, részt vett a 2016-os Copa Américán és a 2018-as világbajnokságon is.

#### Válogatott góljai
2018. március 23-án frissítve.
| # | Dátum               | Helyszín                                                  | Válogatottság | Ellenfél           | Eredmény a gól után | Végeredmény | Versenysorozat                             |
| - | ------------------- | --------------------------------------------------------- | ------------- | ------------------ | ------------------- | ----------- | ------------------------------------------ |
| 1 | 2016. május 23.     | Estadio Nacional de Lima, Lima, Peru                      | 5             | Trinidad és Tobago | 3–0                 | 4–0         | Barátságos mérkőzés                        |
| 2 | 2016. június 8.     | University of Phoenix Stadium, Glendale, Egyesült Államok | 8             | Ecuador            | 2–0                 | 2–2         | Copa América Centenario                    |
| 3 | 2016. október 11.   | Estadio Nacional Julio Martinez Pradanos, Santiago, Chile | 14            | Chile              | 1–1                 | 1–2         | 2018-as labdarúgó-világbajnokság-selejtező |
| 4 | 2016. november 10.  | Estadio Defensores del Chaco, Asunción, Paraguay          | 15            | Paraguay           | 2–1                 | 4–1         | 2018-as labdarúgó-világbajnokság-selejtező |
| 5 | 2017. március 28.   | Estadio Nacional de Lima, Lima, Peru                      | 17            | Uruguay            | 2–1                 | 2–1         | 2018-as labdarúgó-világbajnokság-selejtező |
| 6 | 2017. június 14.    | Estadio Monumental Virgen de Chapi, Arequipa, Peru        | 19            | Jamaica            | 1–0                 | 3–1         | Barátságos mérkőzés                        |
| 7 | 2017. augusztus 31. | Estadio Monumental "U", Lima, Peru                        | 20            | Bolívia            | 1–0                 | 2–1         | 2018-as labdarúgó-világbajnokság-selejtező |
| 8 | 2017. szeptember 5. | Estadio Olímpico Atahualpa, Quito, Ecuador                | 21            | Ecuador            | 1–0                 | 2–1         | 2018-as labdarúgó-világbajnokság-selejtező |
| 9 | 2018. március 23.   | Hard Rock Stadion, Miami, Egyesült Államok                | 26            | Horvátország       | 2–0                 | 2–0         | Barátságos mérkőzés                        |

## Sikerei, díjai

### Klub
Universitario
- U20-as Copa Libertadores: 2011
- Perui bajnok: Apertura 2016

### Egyéni elismerés
- A 2011-es U20-as Copa Libertadores legjobb játékosa

## További információ
- Edison Flores adatlapja a Soccerway oldalon (angolul)